# 30 Years of Maximum R&B
Thirty Years of Maximum R&B är en film som sammanfattar The Whos karriär mellan åren 1965 och 1989. Filmen innehåller intervjuer med de tre då levande originalmedlemmarna Pete Townshend, John Entwistle och Roger Daltrey. I denna film läggs det inte som i många andra störst tid på tiden med Keith Moon utan visar ungefär lika mycket material med honom som utan. Filmen kom 1996 inför Quadrophenia-turnén samtidigt som ett 4-cd boxset med en del outgivet material och remastrade versioner. Den hette också "30 Years Of Maximum R&B".